# 1697 en France
Chronologie de la France
- 1693
- 1694
- 1695
- 1696
- 1697
- 1698
- 1699
- 1700
- 1701

Cette page concerne l’année 1697 du calendrier grégorien.

## Événements
- 11 janvier : Charles Perrault publie Les Contes de ma mère l’Oye[1].
- 29 janvier : Marc-René de Voyer d’Argenson devient lieutenant général de police de Paris[2]. Il organise le système des lettres de cachet (fin en 1718)[3].

- 12 février : un questionnaire est envoyé à tous les intendants dans le but de recenser la population et les richesses de chaque province, à l’origine des Mémoires des intendants pour l’instruction du duc de Bourgogne (1697-1700)[4].

- 1er avril : Jean Bart devient chef d’escadre[5].
- 13 avril-2 mai: siège et prise de Carthagène par l’escadre française de Pointis et Ducasse[6].
- 9 mai : début des pourparlers de paix au congrès de Ryswick[7].
- 23 mai-6 juin : Catinat, à la tête de l’armée des Flandres, assiège et prend Ath[8].

- 15 juin - 10 août : siège et prise de Barcelone par les forces françaises de Vendôme[9].

- 6 juillet : enregistrement de l’édit donné à Marly au mois de juin établissant des lanternes dans les rues et places des principales villes du royaume[10].
- 22 juillet : une déclaration soumet à une taxe tous les étrangers et leurs descendants établis en France depuis 1600, pour la confirmation de leurs lettres de naturalité. Environ 9 000 personnes sont concernées. Cette taxation suscite de vives protestations des pays voisins, et il faut multiplier les exceptions. Le roi renonce finalement à cette taxe[11]. Malgré son échec, le dispositif mis en place pour le recouvrement de l’impôt innove au niveau des pratiques d’identification administrative des personnes puisque les agents utilisent les registres paroissiaux et d’autres documents écrits pour vérifier l’identité et même l’origine « nationale » des personnes[12].

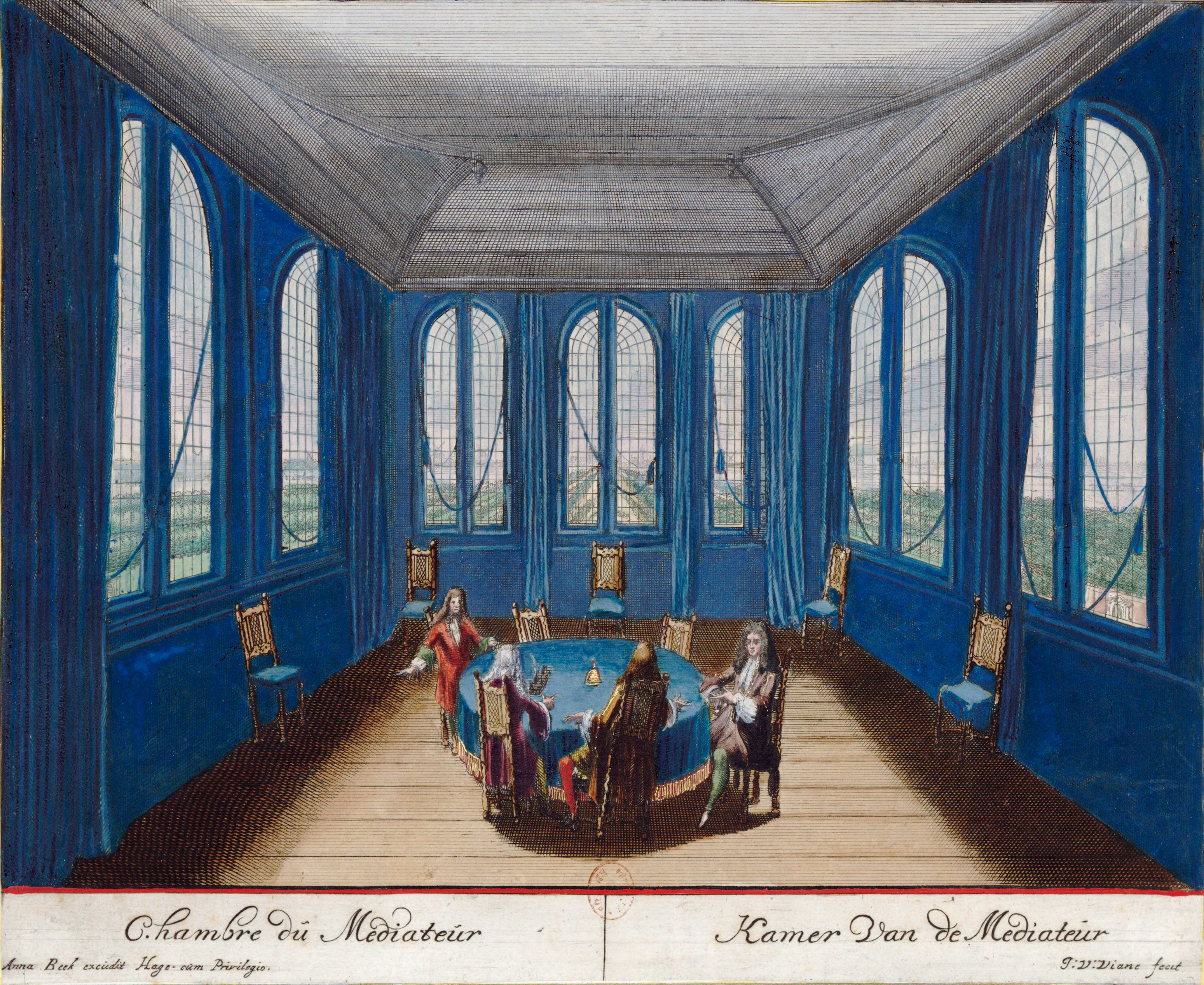
La chambre du médiateur, où le traité de Ryswick est signé.

- 20 - 21 septembre : le traité de Ryswick met fin à la guerre de la Ligue d’Augsbourg. Louis XIV doit rendre ses acquisitions postérieures à la paix de Nimègue, mais garde Strasbourg, Sarrelouis et l’Alsace. La France reconnaît aux Hollandais le droit d’établir une ligne de garnisons, dite de la Barrière, dans les Pays-Bas espagnols. Les Hollandais doivent rendre Pondichéry à la France[7]. Le traité reconnaît à la France ses conquêtes de la baie d’Hudson au Canada. Elle récupère Terre-Neuve mais ne conserve qu’une partie de l’Acadie[13]. Les Français obtiennent de l’Espagne la reconnaissance de leur occupation de la partie occidentale de l’île d’Haïti (Saint-Domingue)[14].

- 30 octobre : traité de paix conclu à Ryswick entre la France et l’Empire[7].

- 7 décembre : noces de Marie-Adélaïde de Savoie et du duc de Bourgogne, petit-fils aîné de Louis XIV[15].
- 17 décembre : un arrêt du Conseil d’État ordonne que la capitation ne sera levée que pour les trois premiers mois de 1698. Cet impôt est rétabli le 12 mars 1701[16].